# Endochironomus nymphaeae
Endochironomus nymphaeae är en tvåvingeart som först beskrevs av Willem 1908.  Endochironomus nymphaeae ingår i släktet Endochironomus och familjen fjädermyggor.
Artens utbredningsområde är Belgien. Inga underarter finns listade i Catalogue of Life.